# Moussoulens
Moussoulens är en kommun i departementet Aude i regionen Occitanien  i södra Frankrike. Kommunen ligger  i kantonen Alzonne som ligger i arrondissementet Carcassonne. År 2022 hade Moussoulens 988 invånare.

## Befolkningsutveckling
Antalet invånare i kommunen Moussoulens
Referens: INSEE